# Référendums en Croatie
Les référendums d'initiative parlementaire ou populaire sont possibles en Croatie, dont la constitution organise le cadre légal de cette forme de démocratie directe.

## Référendums d'initiative populaire
Depuis la réforme constitutionnelle du 6 juillet 2010, l'article 87 de la constitution de 1990 permet à la population de déclencher des référendums afin de voter une loi, d'en abroger une existante, ou de modifier la constitution. Leur existence est due  à la demande du Parti croate du Droit, dont les voix étaient nécessaire au gouvernement pour atteindre la majorité des deux tiers requise au parlement pour voter la réforme constitutionnelle, qui fait alors passer le pays d'un régime semi-présidentiel à un régime parlementaire.
Les signatures d'au moins 10 % de l'ensemble des électeurs inscrits sur les listes électorales doivent pour cela être réunies dans un délai de quinze jours. En 2016, un total de 3 531 279 électeurs étaient inscrits sur les listes électorales, le seuil de signatures équivalant alors à un peu plus de 350 000 électeurs. En pratique, le nombre de signatures à collecter est cependant plus élevé pour pallier le nombre variable de signatures invalides ou en double. Le parlement débat du projet, et l'adapte en droit, mais ne peut s'opposer à la tenue du scrutin. Un contrôle de constitutionnalité est cependant effectué par la Cour constitutionnelle si le parlement ou le gouvernement en fait la demande. 
Le référendum, dont le résultat est contraignant, n'est pas soumis à des conditions de validité telle qu'une majorité qualifiée ou un quorum de participation. La majorité absolue suffit,,,. Avant la réforme constitutionnelle de 2010, les référendums croates requéraient une participation minimale de 50 % pour être valides, une condition alors jugée trop contraignante par la classe politique pour permettre de valider le référendum sur l'adhésion à l'Union européenne, d'où sa suppression. La majorité absolue utilisée après cette réforme est cependant calculée sur la base du total des votes valides, blancs et nuls, et non des seuls votes valides,,.

### Application
Les référendums d'origine populaires sont à plusieurs reprises utilisés pour effectuer une pression sur le gouvernement afin de mettre en œuvre le changement souhaité, sans qu'il n'y ait finalement recours au vote lui même. En février 2015, une collecte de signature ayant pour objet de donner aux électeurs la possibilité d'effectuer un vote préférentiel lors des élections législatives réunit suffisamment de voix pour donner lieu à un référendum, avant que le parlement ne finisse par voter la loi, rendant le vote populaire inutile.
Le recours à un référendum d'origine populaire manque de peu d'être mis en œuvre en 2019. Une initiative vise en effet à permettre à la population de se prononcer sur l'abrogation d'une réforme gouvernementale relevant à 67 ans l'age de la retraite. L'initiative populaire, portée par les syndicats opposés à la réforme, parvient à recueillir en quinze jours les signatures d'un peu plus de 20 % de la population inscrite sur les listes électorales, entraînant sa mise à référendum. Devant le succès certain de l'abrogation, le gouvernement décide cependant d'abroger lui même la réforme, rendant la mise à référendum inutile.